# Prestwick Golf Club

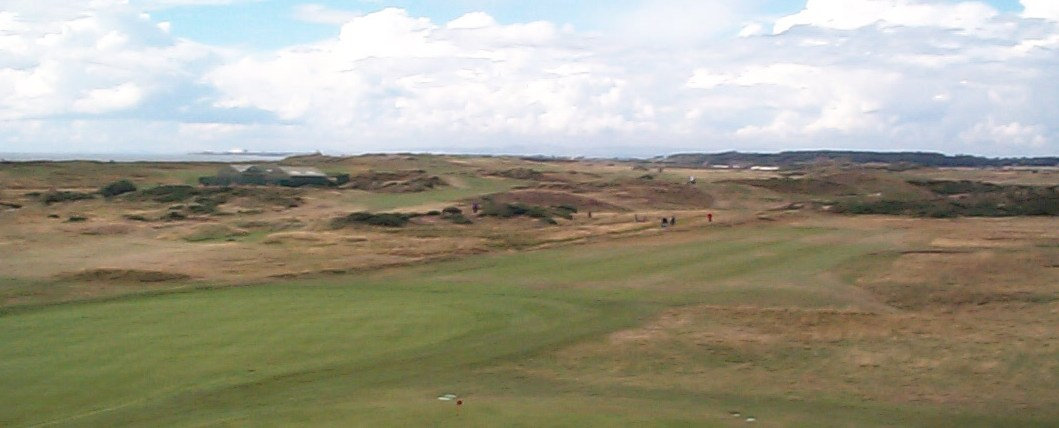
à Prestwick

Prestwick Golf Club est un parcours de golf situé à Prestwick en Écosse à 30 kilomètres au Sud-Ouest de Glasgow. Il s'agit d'un link ayant accueilli les premiers Opens britanniques à partir de la création de ce tournoi en 1860.
Le club de Prestwick, fondée en 1851, possédait en Old Tom Morris l'un des premiers grands professionnels du golf, ce dernier travaillait pour le club. Le club fut célèbre en raison d'être le premier parcours utilisé pour disputer le premier grand tournoi de golf du monde : l'Open britannique. Les premiers vainqueurs de ce tournoi était récompensé par une ceinture avec boucle en argent dont le coût était de 25 livres sterling. Le club a accueilli tous les Opens britanniques jusqu'en 1870 et a fait partie de la rotation des parcours qui accueillait ce tournoi jusqu'en 1925, lui permettant de l'avoir organisé à 24 reprises. Il a également été l'hôte à de nombreuses reprises du championnat amateur britannique.
Au départ, le parcours ne disposait que de douze trous avant d'être agrandi jusqu'à 18 trous à la fin du XIXe siècle (18 trous étant le chiffre standard d'un parcours). Contrairement à certains des autres grands parcours écossais, Prestwick est un club privé mais les visiteurs peuvent s'inscrire pour jouer la plupart des jours de la semaine. 

## Vainqueurs de l'Open britannique à Prestwick
- 1860 : Willie Park, Sr.
- 1861 : Tom Morris, Sr.
- 1862 : Tom Morris, Sr.
- 1863 : Willie Park, Sr.
- 1864 : Tom Morris, Sr.
- 1865 : Andrew Strath
- 1866 : Willie Park, Sr.
- 1867 : Tom Morris, Sr.
- 1868 : Tom Morris, Jr.
- 1869 : Tom Morris, Jr.
- 1870 : Tom Morris, Jr.
- 1872 : Tom Morris, Jr.
- 1875 : Willie Park, Sr.
- 1878 : Jamie Anderson
- 1881 : Bob Ferguson
- 1884 : Jack Simpson
- 1887 : Willie Park, Jr.
- 1890 : John Ball
- 1893 : Willie Auchterlonie
- 1898 : Harry Vardon
- 1903 : Harry Vardon
- 1908 : James Braid
- 1914 : Harry Vardon
- 1925 : Jim Barnes